# Arkæologisk horisont
Arkæologisk horisont er i arkæologien benævnelsen på et lag som indeholder kulturgenstande på et arkæologisk fundsted eller et større geografisk område. Den udgør et distinkt lag inden for dette fundsteds eller områdes arkæologiske sekvens.